# Stolperstein in Reit im Winkl

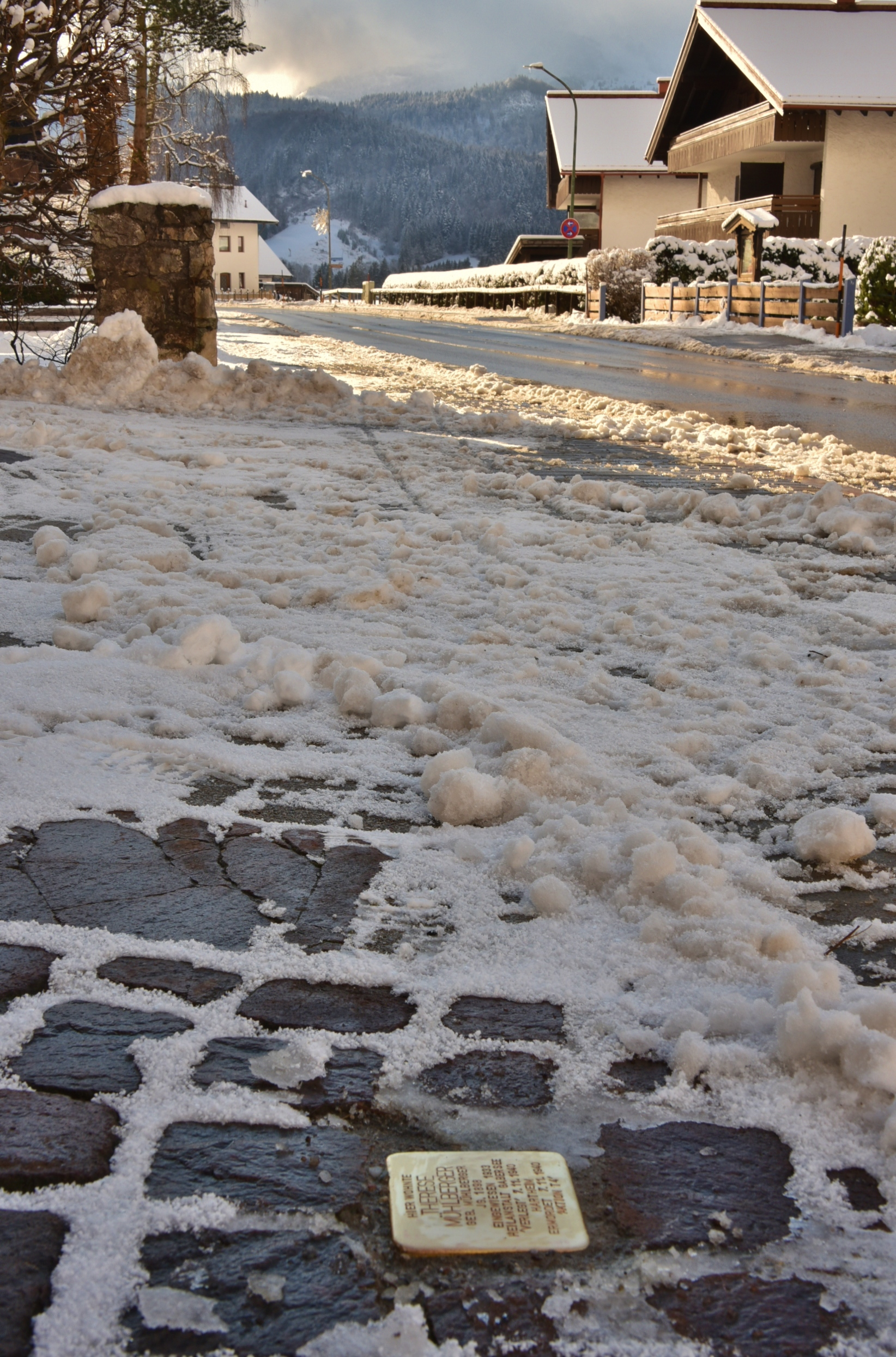
Der bislang einzige Stolperstein in Reit im Winkl

Der Stolperstein in Reit im Winkl ist dem NS-Opfer Therese Mühlberger gewidmet. Stolpersteine werden vom Kölner Künstler Gunter Demnig in weiten Teilen Europas verlegt. Sie erinnern an das Schicksal der Menschen, die von den Nationalsozialisten ermordet, deportiert, vertrieben oder in den Suizid getrieben wurden und liegen im Regelfall vor dem letzten selbstgewählten Wohnsitz des Opfers.
Der Stolperstein in der bayerischen Gemeinde Reit im Winkl wurde am 26. September 2020 vom Künstler persönlich verlegt.

## Stolperstein
| Stolperstein | Inschrift | Verlegeort         | Name, Leben |
| ------------ | --- | ------------------ | --- |
|              | HIER WOHNTE THERESE MÜHLBERGER GEB. MÜHLBERGER JG. 1898 EINGEWIESEN 1933 HEILANSTALT GABERSEE 'VERLEGT' 7.11.1940 HARTHEIM ERMORDET 7.11.1940 'AKTION T 4' | Weitseestraße 15 · | Therese Mühlberger geb. Mühlberger wurde 1898 in Reit im Winkl geboren. Sie war erst Hausmädchen im örtlichen Krankenhaus, dann Schwesternschülerin beim Dritten Orden in München. Zwei Jahre lang trug sie Nonnentracht und arbeitete als Stationsschwester in Memmingen. 1922 trat sie aus dem Orden aus und kehrte nach Reit im Winkl zurück. Im Jahr 1925 heiratete sie Stefan Mühlberger, aus der Verbindung ging zumindest ein Kind hervor. Therese Mühlberger arbeitete als Hebamme. 1933 wurde eine demenzartige Krankheit diagnostiziert und sie wurde in die Heil- und Pflegeanstalt Gabersee eingewiesen. Am 7. November 1940 wurden 120 Patienten dieser Anstalt in die Tötungsanstalt Hartheim überstellt, darunter auch Therese Mühlberger. Die Patienten mussten zu Fuß durch ein Waldstück zum Bahngleis im Süden des weitläufigen Klinikgeländes marschieren. Danach wurden sie mit dem Zug nach Linz gebracht und von dort mit dem Bus zum Schloss Hartheim. Therese Mühlberger wurde am 7. November 1940, am Tag der Ankunft in Hartheim, vom NS-Regime in einer Gaskammer ermordet. Ihre Verwandten erhielten einen Brief und die Urne, verknüpft mit drei Lügen: Die Patientin sei verlegt worden und an einer Lungenentzündung gestorben, beide Aussagen unrichtig. Und die Asche in der Urne war nicht die von Therese Mühlberger. Die Nationalsozialisten nutzten diese Tarnungsmaßnahmen, da es erheblichen Widerstand und Ablehnung in der Bevölkerung gegen die systematische Ermordung von behinderten Menschen gab. Ihr Name ist einer von 742 Namen auf einer der 62 Stelen des Denkmals für die Opfer des Nationalsozialismus, welches im Januar 2020 in Wasserburg am Inn der Öffentlichkeit übergeben wurde. Mehr als 630 dieser Namen waren, wie Therese Mühlberger, Opfer der Aktion T4. |

## Verlegung
Die Verlegung erfolgte am 26. September 2020. Die Initiative für den Stolperstein ging von der Enkelin des Opfers, Helene Leitner, aus. Vor der Verlegung fand eine Gedenkveranstaltung im Festsaal mit Vorträgen von Helene Leitner, Sibylle von Tiedemann (Historikerin), Matthias Schlechter (1. Bürgermeister) und Michael Rentrop (kbo-Inn-Salzach-Klinikum Wasserburg) statt.